# فهرست قنات‌های شهرستان سروستان
جدول زیر بر اساس آمار وزارت جهاد کشاورزی تهیه شده‌است. فهرست زیر قنات‌های شهرستان سروستان در استان فارس را نشان می‌دهد.
| نام قنات      | موقعیت                    | نزدیک‌ترین روستا | طول قنات (متر) | تعداد میله چاه | عمق مادر چاه | دبی (لیتر بر ثانیه) | سطح زیر کشت (هکتار) |
| ------------- | ------------------------- | --------------- | -------------- | -------------- | ------------ | ------------------- | ------------------- |
| ابخونی        | بخش مرکزی شهرستان سروستان | مهارلو          | ۶۰۰            | ۸              | ۸            | ۵                   | ۱۰۰                 |
| ابراهیم‌آباد   | بخش مرکزی شهرستان سروستان | ابراهیم‌آباد     | ۳۰۰            | ۱۲۰            | ۴۵           | ۳                   | ۱۲۵                 |
| رباط          | بخش مرکزی شهرستان سروستان | سروستان         | ۱۸۰۰           | ۵۰             | ۴۰           | ۳                   | ۵۰                  |
| سیف‌آباد       | بخش مرکزی شهرستان سروستان | سیف‌آباد         | ۲۵۰۰           | ۱۵۰            | ۷۰           | ۳                   | ۲۰۰                 |
| شاه صفی الدین | بخش مرکزی شهرستان سروستان | کوهنجان         | ۱۰۰۰           | ۳۰             | ۷۰           | ۶                   | ۲۵۰                 |
| نظرآباد       | بخش مرکزی شهرستان سروستان | نظرآباد         | ۴۵۰            | ۱۱۰            | ۴۰           | ۳                   | ۱۲۵                 |
| کته           | بخش مرکزی شهرستان سروستان | کوهنجان         | ۱۰۰۰           | ۴۰             | ۶۷           | ۲                   | ۲۵                  |